# Destiny (テレビドラマ)
『Destiny』（デスティニー）は2024年4月9日から6月4日までテレビ朝日系「火曜9時枠の連続ドラマ」枠で放送されたテレビドラマ。主演は3年ぶりの連続ドラマ復帰となる石原さとみ。
大学時代に起きたある事件と対峙し、父親の死の真相や大学時代の仲間の秘密の顔などさまざまな過去と向き合っていく女性検事の姿を描く20年の時をかけたサスペンスラブストーリー。

## あらすじ
ep.1
横浜地検の検事・西村奏は20年前（2004年）の中学3年の時、汚職事件を捏造したとされる東京地検特捜部の主任検事であった父・辻英介を自殺で失い、周囲の目を避けるため母の郷里・長野に移り母の旧姓・西村を名乗るようになる。それ以来、奏は父の死に関わる真実を知りたい一心で検事を目指し、息を潜め勉学に打ち込んできた。信濃大学 法学部に進学した奏は2年時、野木真樹のテストでのカンニングに応じる罪を犯したのをきっかけに同じ学部の森知美、及川カオリ、梅田祐希と出会い、青春を謳歌する。
ep.2
2024年、カオリの13回忌法要の案内状が届いたころ、奏は民事党幹事長の次男・川越拓海が違法薬物売買に関与した容疑で起訴を目指すが、調書の詰めの甘さを支部長・大畑節子に指摘される。そんな中、同棲中の交際相手である外科医・奥田貴志から奏は突然プロポーズされるが、忙しさにかまけ返事を言いそびれる。
ep.3
奏は真樹の言動から父の死とカオリの事故の関係が気にかかり、汚職事件を調べると被疑者の国会議員を浩一郎が弁護していた。浩一郎が奏を訪ねにきたことから、父が事件を捏造したと言われてまで捜査した理由を尋ねるが、英介は自身の潔白をかけて闘わず裁判に負け死を選んだ痛ましい出来事であったと浩一郎は切り返す。
ep.4
奏は真樹との恋を過去のものと受け入れようするが、そんな中、貴志から結婚後、検事を辞め弁護士になれば一緒にいられると告げられる。キャリアに悩む奏は大畑に相談し、過去の事件の真相を究明できないうちは辞められないとの思いに至る。奏は真樹に連絡すべきか悩むが、真樹が地検に現れカオリの事故について語り始める。
ep.5
奏と対面した新里は英介について話すことはないと立ち去ろうとするが、食らいつく奏に英介は捜査記録のノートを燃やしており、死をもって真実を封印したのだろうと告げる。奏は父が捜査記録を残していないか長野の実家に向かい確認し、英介が汚職事件発覚から死を迎えた日まで記録を吹き込んだICレコーダーを発見する。
ep.6
大畑の命令で奏は放火容疑で真樹を取り調べる。奏は事件の経緯を確認すると、事件前夜に緊急入院した真樹は翌日の午前9時に病院を出て横浜を散策し、午後5時40分に浩一郎に連絡を取り継母や異母妹が都内に外出中に実家を訪問、リビングで浩一郎と口論となり逆上し、火のついたオイルライターを投げつけるとカーテンに引火し火災が発生、そのまま浩一郎を放置し家を飛び出したと供述する。
ep.7
奏は病院を抜け出した真樹の願いに応じ、同じ長野行きの高速バスに乗り込み二つ目の罪を犯す。貴志は真樹が病院から失踪したと報告を受け、大畑から熱で体調不良の奏と携帯で連絡が取れないと自宅に電話がかかってきたことから状況を察し、奏はいま寝付いたところと嘘をつき彼女を庇う。真樹の拘留執行停止を大畑が命じ、神奈川県警が緊急配備で真樹の行方を捜す中、奏と真樹は学生のころ満天の星空を眺めた丘に車で赴き、奏は放火事件の被疑者とその事件を調べる検事となった今、恋人同士で幸せだった当時とすっかり状況が変わってしまったことに切なさを感じながら真樹と星空を眺め車中で一夜を過ごす。
ep.8
祐希は法律事務所でリストラ候補となり浩一郎から就職先の紹介を呼び掛けられるが連絡が途絶えたため、野木邸を訪問したと明かす。祐希は来客中で対応できないと浩一郎に言われ一度引き返すが諦めきれず再度訪れた際、火災を目撃する。祐希は通行人から呼び止められるが逃げだし、途中、遭遇した真樹に自分は火災と無関係と説明すると、その場を立ち去るよう促され必死に逃走する。
ep.9
奏は野木邸の放火事件の調査を進め、事件当日にポリタンクを運んでいた人物が元総理大臣・東忠男の秘書、秋葉洋二と突き止めたことを浩一郎に告げる。秋葉が20年前の汚職事件の容疑者・東正太郎に近い人物であることから、今回の火災と汚職事件の関連を疑い、奏は浩一郎に真相を問いかける。浩一郎は東忠男から捏造メールで息子・正太郎が冤罪とならないよう協力を求められ尽力し無罪に導いたが、忠男から目論見以上の働きをしてくれたと労われ、忠男が描いた筋書き通りに踊らされていたことに気づく。

## キャスト

### 主要人物
西村奏（にしむら かなで）〈35〉
演 - 石原さとみ（5歳時：福元愛悠、15歳時：小田愛結）
横浜地検の検事。信濃大学法学部出身。汚職事件を捏造したとされる検事であった父の死をきっかけに母の故郷・長野に移住し息を潜めるように生きてきた。
1浪の末ロースクールに入学し検事となる。大学時代の仲間との再会を契機に過去の事件や疑惑と対峙する。

野木真樹（のぎ まさき）〈35〉
演 - 亀梨和也（3歳時：岩本樹起、少年期：羽村仁成）
奏の大学時代の同級生で初恋の相手。奏と交際していたがカオリが交通事故で亡くなると失踪し、高校と浪人時代の家庭教師が参加していた岩手県宮古市の震災ボランティアを手伝い、その後、海外の発展途上国や紛争地に渡りNGOで井戸を掘る活動に従事していた。
横浜の名家に生まれるが、3歳のころ実母が失踪するも多忙な父・浩一郎とのふれあいは皆無で、彼が後妻を迎えると反抗し非行に走る。そして父に問題行動を尻拭いされるとさらに反抗したため折り合いを悪くし、実家から逃れるように信濃大学に進学している。

### 奏の大学仲間
奏の信濃大学時代の法学部での仲間たち。
森知美（もり ともみ）→ 梅田知美（うめだ ともみ）
演 - 宮澤エマ
頭脳明晰で聡明な性格。他人の意見に左右されない強さを持つ。
ロースクールに入学するも祐希の子どもを宿し退学、彼と結婚し専業主婦となる。

梅田祐希（うめだ ゆうき）
演 - 矢本悠馬
ムードメーカー。お調子者に見えるが、人の気持ちを理解できる優しさを持つ。
知美が自分の子どもを宿したことを機に彼女と結婚。弁護士としてアトレ法律事務所で勤務していたがリストラ候補となり、移籍先を探していたところ浩一郎から推薦を受け、国際文化法律事務所の面接を受ける。

及川カオリ（おいかわ カオリ）
演 - 田中みな実
長野で病院を経営する名家の生まれ。就活での挫折や想いを寄せる真樹が奏と恋仲であると察し情緒不安定となる。
真樹に奏との交際をやめるよう懇願したが断られると、一緒に自殺しようと真樹を同乗させた車を暴走させ、交通事故死する。

### 横浜地検中央支部
大畑節子（おおはた せつこ）
演 - 高畑淳子
支部長。奏の上司。

加地卓也（かじ たくや）
演 - 曽田陵介
事務官。奏の同僚。

### 周辺人物
奥田貴志（おくだ たかし）
演 - 安藤政信
「横浜みなと総合病院」に勤務する外科医。奏と同棲する交際相手。信濃大学出身。
真樹が失踪し、ロースクールに不合格となった心労で体調を崩し倒れた奏を大学構内で見かけ介抱し、それから5年後、司法研修生となった奏と都内で偶然再会したことを契機に再会から1年後に交際するようになる。

辻英介（つじ えいすけ）
演 - 佐々木蔵之介
奏の父。故人。東京地検特捜部の元検事。捜査していた汚職事件を捏造したと事実認定され懲戒解雇となり、要請された出頭の日の朝、命を絶つ。

野木浩一郎（のぎ こういちろう）
演 - 仲村トオル
真樹の父。元検事の敏腕弁護士。息子とは不仲。鹿児島地検時代、奏の父・英介とは同僚であった。
20年前、汚職事件の被疑者である国会議員・東の弁護につき、秘書の告発メールが虚偽と知りながら英介が事件を捏造したと無罪を勝ち取り、逮捕に追い込む。

西村悠子（にしむら ゆうこ）
演 - 石田ひかり（ep.3 - ）
奏の母。夫の辻英介と同じ検事の道を進んだ娘の幸せを誰よりも願っている。

### ゲスト

#### ep.1
及川誠一、及川真希子
演 - 矢嶋俊作（ep.2）、舟木幸（ep.2）
カオリの両親。

警察官
演 - 荒川浩平
奏にカオリは運転する自動車でカーブを曲がり切れず事故死したと伝え、同乗していた真樹の事故当日の動向を聴取する。

警察署長
演 - 篠塚勝
カオリが交通事故を起こした管轄警察署の署長。浩一郎の訪問を受ける。

看護師、医師
演 - 市原茉莉（ep.5）、竹林文雄
横浜みなと総合病院の救急医療チーム。救急搬送された真樹に対応する。

警察官
演 - 中村和之
浩一郎を署長室まで案内する警察官。

大学生
演 - 瀬戸口祥侑

- 岩崎孝宣[19]、KURO

#### ep.2
川越拓海
演 - 岡村拓真
民事党幹事長・川越昭彦の次男。バー「グロワール」で違法薬物は不所持であったが売買への関与が疑われる。

田川俊樹〈49〉
演 - 平原テツ
「グロワール」のオーナー。バーで違法薬物の売買が行われる。

増子和也、池口洋太
演 - 髙野光希、吉田興平
「グロワール」での違法薬物売買で薬物を所持していたことから現行犯逮捕される。

橋本
演 - 中井千聖
横浜みなと総合病院の看護師。

梅田希実
演 - 潤浩（ep.3・ep.4・ep.6 - ep.8）
知美と祐希の息子。

中村健太郎
演 - 若林秀敏（ep.7）
横浜みなと総合病院の医師。救急で運ばれた真樹の担当医。

看護師
演 - 優木千央（ep.7）
横浜みなと総合病院の看護師。

#### ep.3
秋葉洋二
演 - 川島潤哉（ep.4・ep.5・ep.7・ep.8・ep.9）
元内閣総理大臣・東忠男の秘書。浩一郎を呼び出し、辻英介の娘である奏に接触したことを質す。

被疑者
演 - 山内昭宏
奏が取り調べをする被疑者。初めてです、と答える。

#### ep.4
新里龍一
演 - 杉本哲太（ep.5）
元検事。特捜部時代の英介の部下。

野木理沙
演 - 上野恵理香
真樹の異母妹。

野木由美
演 - 入野佳子
浩一郎の後妻。理沙の実母。真樹の継母。

記者
演 - 芳賀美咲
野木家を取材した記事の担当記者。

使用人
演 - 堀岡真弓
野木家の使用人。

真樹の実母
演 - 宮島はるか
3歳の真樹を連れ出すも途中で放置し、失踪する。

森谷哲郎
演 - 竹田茂生
祐希が参加した首都弁護士会セミナーの講師。

教師
演 - 中込博樹
真樹が通っていた中学の教師。なぜ普通に授業が受けられないんだと真樹を叱る。

校長
演 - 中澤健造
真樹が通っていた中学の校長。
- 簑輪裕太[36]、原田もも子[37]

#### ep.5
東正太郎
演 - 馬場徹（ep.8・ep.9）
賄賂を受け取ったとして辻英介が20年前に逮捕起訴した国会議員。元経産省政務官。無罪判決を言い渡される。
元総理大臣・東忠男の息子で、総理の指名候補となる民事党の新総裁にまで登り詰め、日本で2組目となる親子二代に渉る総理大臣誕生の期待がかかる。

裁判長
演 - 岸田真弥
環境エネルギー汚職事件を審議する裁判長。

加藤正孝
演 - 岩田和浩
正太郎の秘書。検察の取り調べに官僚への斡旋メールの送信を認めていたが、裁判では一転し英介に供述を強要されたと主張を翻す。

特捜部長
演 - 青木一平
東京地検特捜部時代の辻英介の上司。

森澤雄二
演 - 小形浩隆
山上重工業副社長。参入する環境エネルギー事業に補助金が支払われた見返りに、正太郎に2千万円の賄賂を渡したとされ逮捕される。

妻鹿謙一
演 - 代情明彦
経産省官僚。正太郎からの働きかけで山上重工に補助金2億円が支出されるよう誘導したとされる。
- 伊丹英寿、林諒一[37]、鈴木紀進[42]、大西史也

#### ep.6
渡辺
演 - 板尾創路（ep.7・ep.8）
神奈川県警 横浜南署の刑事。放火したとされる真樹の犯行動機や供述の裏付けを取るために、捜査を続ける奏とタッグを組む。

アナウンサー
演 - 石井しおり（ep.8）
野木邸の火災を伝えるテレビニュースのアナウンサー。

記者
演 - 山本啓之
火災現場の野木宅前からレポートする記者。

医師
演 - 松木研也（ep.8）
入院した浩一郎の主治医。
- やまたつや

#### ep.7
女性
演 - 内田奈那
野木邸近くに住む女性。火災直後、野木邸から逃げていく男を目撃する。

男性
演 - 高田健一
目撃者。野木邸から逃げた男はスーツを着ていたと証言する。

弁護士
演 - 大野泰広
国際文化法律事務所の弁護士。浩一郎から推薦を受けた祐希を面接する。
- 名取えりか[49]（ep.8）、山下徳久

#### ep.8
配達人
演 - 山添寛（相席スタート）
野木邸近くの家に置き配したフードデリバリーの配達人。火事を発見し通報した。

男性
演 - 柿沼慶典
野木邸前で佇む祐希を訝って声をかける通行人。

看護師
演 - 濱岡小百合
浩一郎が入院している救急病院の看護師。病室に何度もカサブランカの花束が届いていると話す。

東忠男
演 - 伊武雅刀（ep.9）
東正太郎の父親。元内閣総理大臣。

#### ep.9
刑事
演 - 中西哲也、宮原弘樹、笠田康平、野川慧
秋葉洋二を逮捕した横浜南警察署の刑事。

## スタッフ
- 脚本 - 吉田紀子[1]
- 音楽 - 得田真裕[4]
- 主題歌 - 椎名林檎「人間として」（EMI Records / UNIVERSAL MUSIC）[53]
- 監督 - 新城毅彦、星野和成、中村圭良[8]
- ゼネラルプロデューサー - 中川慎子（テレビ朝日）[4]
- プロデューサー - 浜田壮瑛（テレビ朝日）、森田美桜（AOI Pro.）、大古場栄一（AOI Pro.）[4]
- 制作協力 - AOI Pro.
- 制作著作 - テレビ朝日

## 放送日程
| 部                                                                          | 各話 | 放送日  | サブタイトル                     | 演出     | 視聴率 |
| --------------------------------------------------------------------------- | ---- | ------- | -------------------------------- | -------- | ------ |
| 第一部                                                                      | ep.1 | 4月09日 | 許されない初恋                   | 新城毅彦 | 7.9%   |
| 第一部                                                                      | ep.2 | 4月16日 | 空白の12年…疑惑の恋人            | 新城毅彦 | 7.3%   |
| 第一部                                                                      | ep.3 | 4月23日 | 許されないキス                   | 星野和成 | 6.8%   |
| 第一部                                                                      | ep.4 | 4月30日 | 誰が彼女を殺した?                | 星野和成 | 7.5%   |
| 第一部                                                                      | ep.5 | 5月07日 | 第一部完!父を殺した犯人と対決    | 新城毅彦 | 7.2%   |
| 第二部                                                                      | ep.6 | 5月14日 | 検事vs元恋人…この愛を裁けますか? | 星野和成 | 7.6%   |
| 第二部                                                                      | ep.7 | 5月21日 | 最後の逃避行                     | 中村圭良 | 6.7%   |
| 第二部                                                                      | ep.8 | 5月28日 | 真犯人はそこにいる…!             | 星野和成 | 8.0%   |
| 第二部                                                                      | ep.9 | 6月04日 | 完結!!20年愛と事件…私たちの運命  | 新城毅彦 | 8.3%   |
| 平均視聴率 7.5%（視聴率はビデオリサーチ調べ、関東地区・世帯・リアルタイム） |      |         |                                  |          |        |

- ep.1は21時 - 22時の6分拡大放送。

## 配信コンテンツ

### Destiny SPエディション
『Destiny SPエディション』のタイトルで、動画配信サービス「TELASA」で4月9日の初回放送終了後より独占配信中。地上波放送版を再編集した箇所については「Special Edition」のテロップが添付される。

#### 配信日程
| 各話 | 配信日  |
| ---- | ------- |
| #1   | 4月09日 |
| #2   | 4月16日 |
| #3   | 4月23日 |
| #4   | 5月07日 |
| #5   | 5月21日 |
| #6   | 6月04日 |

### TVerオリジナルドラマ
『ep1.5 真樹が明かす…もう一つのDestiny』のタイトルで、4月16日の第2話放送終了後から動画配信サービス「TVer」で無料配信中。
第1話では奏を始めとする5人の仲間たちが青春を謳歌する様子が描かれたが、TVer限定のオリジナルドラマでは5人がドライブやバーベキューを楽しむ様子など本編では描かれなかった新規映像が追加されている。さらに本編にはなかった真樹のモノローグも登場する。